# Demain (Angel)
Pour les articles homonymes, voir Demain.
Demain est le 22e épisode de la saison 3 de la série télévisée Angel.

## Synopsis
Connor, persuadé qu'Angel a tué Holtz, monte un plan avec Justine Cooper pour se venger. Il s'installe dans l'hôtel Hyperion et gagne la confiance de toute l'équipe. Groosalugg quitte Cordelia car il s'est aperçu qu'elle aime Angel. Lorne décide quant à lui de partir travailler à Las Vegas et confie à Angel que Cordelia a des sentiments pour lui. Plus tard, Angel et Connor sont attaqués par des hommes de Wolfram & Hart mais se débarrassent d'eux. Cordelia appelle ensuite Angel et lui propose un rendez-vous à la plage pour qu'ils parlent d'eux. Connor surprend cette conversation. De son côté, Wesley rencontre Lilah Morgan et couche avec elle. Lilah tente de l'attirer vers Wolfram & Hart. 
En route pour le rendez-vous, Cordelia est prise dans un embouteillage quand, tout à coup, le temps semble se figer autour d'elle. Skip fait son apparition et lui propose de devenir une Puissance supérieure et de quitter la Terre pour une autre dimension. Hésitante, Cordelia finit par accepter, prenant cela comme une ultime épreuve. Pendant ce temps, Connor rejoint Angel sur la plage et lui révèle ses vrais sentiments à son égard. Ils commencent à se battre et Connor le neutralise avec un pistolet à impulsion électrique. Aidé par Justine, il part en bateau et enferme Angel dans un cercueil d'acier qu'il expédie au fond de l'océan. Pendant qu'Angel plonge dans les profondeurs de l'océan, Cordelia s'élève vers une dimension supérieure. Fred et Gunn se retrouvent donc seuls.

## Statut particulier
Cet épisode conclut l'arc narratif de la saison 3. Noel Murray, du site The A.V. Club, évoque un scénario « conventionnel mais angoissant » dans lequel les personnages sont « dans une merveilleuse inconscience qu'ils sont si proches du gouffre ». Daniel Erenberg, de Slayage, le compte parmi les meilleurs épisodes de la série, estimant qu'il est « rythmé et intéressant » et qu'il est l'exception parmi les épisodes concluant les saisons d'Angel, qui « ne sont jamais aussi importants que ceux de Buffy contre les vampires ». Pour Ryan Bovay, du site Critically Touched, qui lui donne la note de C-, malgré de « forts moments dramatiques et des dialogues vifs et intenses », l'épisode « manque de complexité dans sa thématique » et la décision abrupte de Cordelia de quitter la Terre ne répond à aucune logique, laissant ainsi aisément deviner qu'elle a été « créée artificiellement pour l'effet dramatique ».

## Distribution

### Acteurs crédités au générique
- David Boreanaz : Angel
- Charisma Carpenter : Cordelia Chase
- Alexis Denisof : Wesley Wyndam-Pryce
- J. August Richards : Charles Gunn
- Amy Acker : Winifred « Fred » Burkle

### Acteurs crédités en début d'épisode
- John Rubinstein : Linwood Murrow
- Vincent Kartheiser : Connor
- Laurel Holloman : Justine Cooper
- Mark Lutz : Groosalugg
- Andy Hallett : Lorne
- Stephanie Romanov : Lilah Morgan
- Daniel Dae Kim : Gavin Park
- David Denman : Skip
- Keith Szarabajka : Daniel Holtz